# Seydou Kante
Seydou Badjan Kante (Abidjan, 7 agosto 1981) è un ex calciatore ivoriano, di ruolo difensore.

## Carriera

### Club
Ha giocato nel campionato ivoriano, belga, francese e lussemburghese.

### Nazionale
Con la maglia della Nazionale ha partecipato alla Coppa d'Africa nel 2002.